# Victor Elbel
Victor Elbel   (Estrasburg, 8 de gener de 1817 - Niça, 1 d'abril de 1894) fou un músic alsacià de principis de segle XIX.
Residí molts anys a París dedicant-se a la ensenyança, però sense poder donar a la publicitat les seves composicions que, malgrat la seva vàlua, no eren acceptades pels editors. A Estrasburg donà conèixer els seu gran oratori amb lletra alemanya, Der Münsterban, que produí gran efecte per la seva grandiositat i inspiració.
És també autor de dues simfonies descriptives, L'Ocean i Berlín la nuit.